# ستی النساء

مقبره و آرامگاه ستی النساء در تاج محل آگرا

سِتّی‌النَّساء یا سِتّی‌النَّساء بیگم یا سِتّی نسا آملی یا ستی خانم متولد آمل قبل از ۱۵۸۰ - درگذشت ۲۳ ژانویه ۱۶۴۷ در لاهور) پزشک، ادیب و سخنور، خواهر طالب آملی بود که سرودن منظومه سرگذشت برادرش به زبان مازندرانی، منسوب به اوست. عموی مادری وی نیز پزشک اصلی شاه تهماسب یکم بود. ستی النساء در سال ۱۰۳۴ ق به قصد دیدار برادر عازم هند شد اما دو سال بعد برادرش درگذشت و او پس از این واقعه سرپرستی دو دختر کوچک او را برعهده گرفت. ستی النساء به‌سبب کاردانی و آشنایی با زبان و رسوم خانه‌داری و فن طب و روش معالجات مورد حمایت ممتاز محل، همسر شاه‌جهان قرار گرفت و ممتاز محل او را به عنوان معلم دخترانش، جهان‌آرا بیگم و گوهرآرا بیگم برگزید. ستی النسا توسط شاه جهان به عنوان صدر نات، افسری منصوب و مسئول کمک‌های مالی به نیازمندان شد. به ویژه، وی مسئول پرداخت کمک به زنان بی بضاعت، به ویژه دختران مجردی بود که برای ازدواج به مهریه احتیاج داشتند. به درخواست‌های بیوه‌ها، دانشمندان و متکلمان پاسخ می‌داد. در روز ۱۳ ذوالحجه ۱۰۵۶ ق، برادرزادهٔ کوچک ستی النسا در اثنای وضع حمل درگذشت. وی به دلیل اندوه فراوان به مدت یازده روز در خانه‌ای بیرون از ارگ درالسلطنه لاهور سوگواری نمود. از این رو پس از چند روز شاه جهان به همراه دخترش جهان‌آرا بیگم برای عرض تسلیت به خانه وی رفتند و به او تسلی دادند و وی را به ارگ آوردند. ستی النساء چند روز بعد به دلیل تالمات وارده درگذشت. شاه جهان از مرگ او بسیار اندوهگین شد و برای تدارک کفن و دفن او ده هزار روپیه داد و موقتاً او را در لاهور دفن کردند. یکسال و اندی بعد جنازه‌اش را به اکبرآباد برده و در ضلع غربی مقبره همسرش در تاج محل دفن کردند. به دستور شاه جهان مرقدی برایش ساختند که سی هزار روپیه هزینه داشت.